# Sainte-Croix-Grand-Tonne
Sainte-Croix-Grand-Tonne é uma ex-comuna francesa na região administrativa da Normandia, no departamento de Calvados. Estendeu-se por uma área de 5,29 km². Em 2010 a comuna tinha 295 habitantes (densidade: 55,8 hab./km²).
Em 1 de janeiro de 2017 foi fundida com as comunas de Bretteville-l'Orgueilleuse, Brouay, Cheux, Le Mesnil-Patry e Putot-en-Bessin para a criação da nova comuna de Thue et Mue.